# Efecte Nernst
En física i química, l'efecte Nernst (també qualificat al principi efecte Nernst-Ettingshausen, de Walther Nernst i Albert Von Ettingshausen; és un fenomen termoelèctric (o termomagnètic) observat quan un conductor o semiconductor, sotmès a un gradient de temperatura i a un camp magnètic perpendicular, apareix un camp elèctric perpendicular a ambdós.
Aquest efecte és quantificat pel coeficient de Nernst|N |, que és definit per ser
{\displaystyle |N|={\frac {E_{Y}/B_{Z}}{dT/dx}}}
on {\displaystyle E_{Y}} és el component del camp elèctric y que resulta del camp magnètic z {\displaystyle B_{Z}} i el gradient de temperatura {\displaystyle dT/dx}.
El procés invers es coneix com l'Efecte Ettinghausen i també com el segon efecte Nernst-Ettingshausen.